# استاریه توکماکلی
استاریه توکماکلی (انگلیسی: Staryye Tukmakly) یک شهرک در شهرستان کوشنارنکوفسکی جمهوری باشقیرستان در کشور روسیه است.